# Killing Floor (Computerspiel)
Killing Floor ist ein Computerspiel des US-amerikanischen Spieleentwicklers und Publishers Tripwire Interactive aus dem Jahr 2009. Der Ego-Shooter wurde ursprünglich als Mod für Unreal Tournament 2004 entwickelt und als solche bereits 2005 veröffentlicht. Am 14. Mai 2009 erschien Killing Floor als eigenständiges Spiel für Windows, Umsetzungen für macOS und Linux folgten 2010 und 2012. Verleger im europäischen Einzelhandel war Iceberg Interactive.
In Killing Floor finden sich bis zu sechs Spieler in der Rolle eines Infanterie-Trupps an verschiedenen Schauplätzen Englands wieder. Nach dem fiktiven Ausbruch einer Zombie-Apokalypse infolge außer Kontrolle geratener Genexperimente kämpfen sie Seite an Seite gegen computergesteuerte Wellen zahlenmäßig überlegener „Zeds“, zombieartiger Mutanten. Dazu stehen den Spielern sieben Charakterklassen mit individuellen Stärken und ein breit gefächertes Arsenal von Schusswaffen, Explosionswaffen und Nahkampfwaffen zur Verfügung.
Der Titel wurde von Kritikern eher durchschnittlich aufgenommen und vielfach mit Left 4 Dead (Valve, 2008) verglichen. Dennoch verkaufte sich Killing Floor über fünf Millionen Mal. Mit Killing Floor 2 veröffentlichte Tripwire Interactive im November 2016 einen Nachfolger für Windows, PlayStation 4 und Xbox One, außerdem erschienen Ableger für Virtual-Reality-Headsets und Ouya sowie ein Live-Action-Kurzfilm und die Total-Conversion-Mod Defence Alliance 2. Zusammengenommen wurden über 10 Millionen Exemplare der Reihe verkauft und über 100 Millionen US-Dollar umgesetzt.

## Spielprinzip

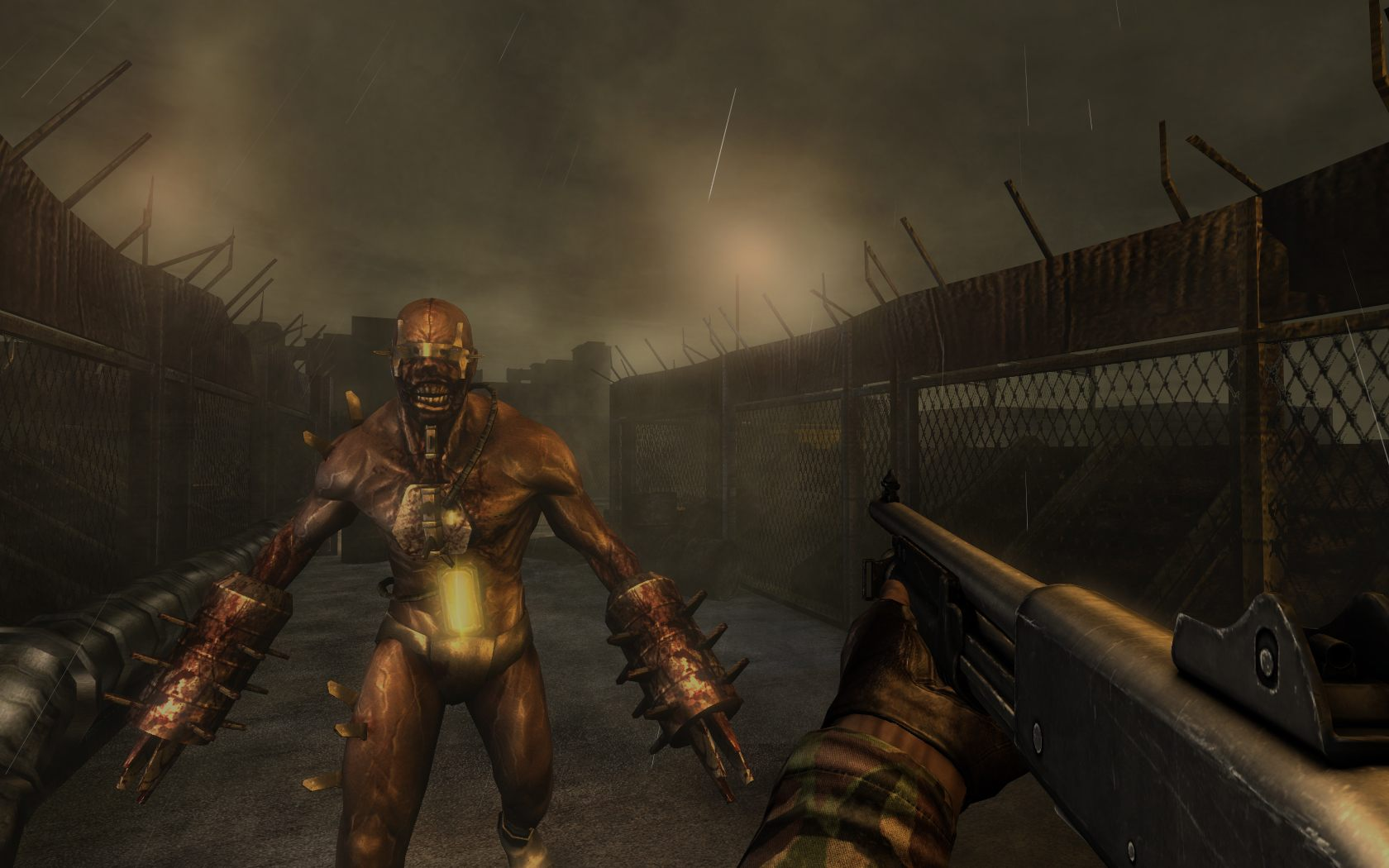
Screenshot aus dem Spiel: der Spieler steht einem Fleshpound gegenüber

Killing Floor ist ein Ego-Shooter und kann allein oder im kooperativen Mehrspielermodus mit bis zu fünf Mitspielern gespielt werden, einen separaten Einzelspielermodus gibt es nicht. Im klassischen Modus „Killing Floor“, neben dem es noch einen „Aufgabenmodus“ gibt, müssen sich die Spieler innerhalb eines begrenzten Spielabschnitts gegen anrückende Wellen aggressiver, zombieartiger Computergegner, sogenannter „Zeds“ verschanzen und verteidigen. Ziel des Spiels ist, je nach gewählter Spiellänge, bis zu zehn Wellen mit ansteigendem Schwierigkeitsgrad zu überleben. Dabei erhöht sich sowohl die Anzahl der Zeds in jeder Welle, als auch die Anzahl besonders starker Gegner mit speziellen Fähigkeiten. Nach der überstandenen letzten Welle wartet das Spiel mit dem Patriarch genannten Endgegner auf. Behaupten sich die Spieler auch gegen diesen, ist das Spiel gewonnen. Im Aufgabenmodus muss das Spieler-Team zusätzlich verschiedene Aufgaben, oft innerhalb einer bestimmten Zeitspanne, erfüllen, um von einem Spielabschnitt zum nächsten zu gelangen.
Nach jeder Welle öffnet an einem von mehreren möglichen Standorten auf der Karte ein Waffengeschäft für einige Sekunden bis Minuten, während der keine Gegner erscheinen, seine Tür. Hier können die Spieler Waffen, Munition und Schutzausrüstung kaufen, bevor die nächste Welle nach Ablauf der Händlerzeit beginnt. Das dafür nötige Geld wird während des Spiels als Belohnung für getötete Zeds, das Heilen von Mitspielern und für das Überleben der Welle ausgezahlt und kann zwischen Spielern ausgetauscht werden.
Die Spieler wählen eine von sieben „Perks“ genannten Charakterklassen aus, die individuelle Vorteile für gewisse Waffengattungen und Ausrüstung bieten. Die verfügbaren Klassen sind Berserker, Kommando, Sprengmeister, Feldsanitäter, Feuerteufel, Scharfschütze und Ingenieur. Spieler sammeln neben Geld auch Erfahrungspunkte, mit denen jeder Perk dauerhaft in seiner Stufe von Stufe 0 bis 6 gesteigert werden kann. Mit steigender Stufe sind die Vorteile eines Perks stärker ausgeprägt, beispielsweise verursachen Waffen in der Hand eines Spielers mit dem zur Waffe passenden Perk auf Stufe 6 wesentlich mehr Schaden, als bei der Verwendung durch Spieler mit geringerer Perk-Stufe oder einem auf andere Waffen spezialisierten Perk. Das Klassen- und Stufensystem ermöglicht mit zunehmender Spielerfahrung und verbesserten Klassenvorteilen auch in höheren Schwierigkeitsstufen zu bestehen und die Wahl der Klassen unter den Spielern aufeinander und auf den Spielstil abzustimmen.
Fallen in einer Zed-Welle oder im Kampf gegen den Patriarchen alle Mitglieder des Trupps, ist das Spiel verloren und muss wieder von der ersten Welle an begonnen werden. Überlebt jedoch mindestens ein Spieler eine Welle, steigen zuvor verstorbene Mitspieler zum Ende der Welle wieder in das Spielgeschehen ein.

## Handlung

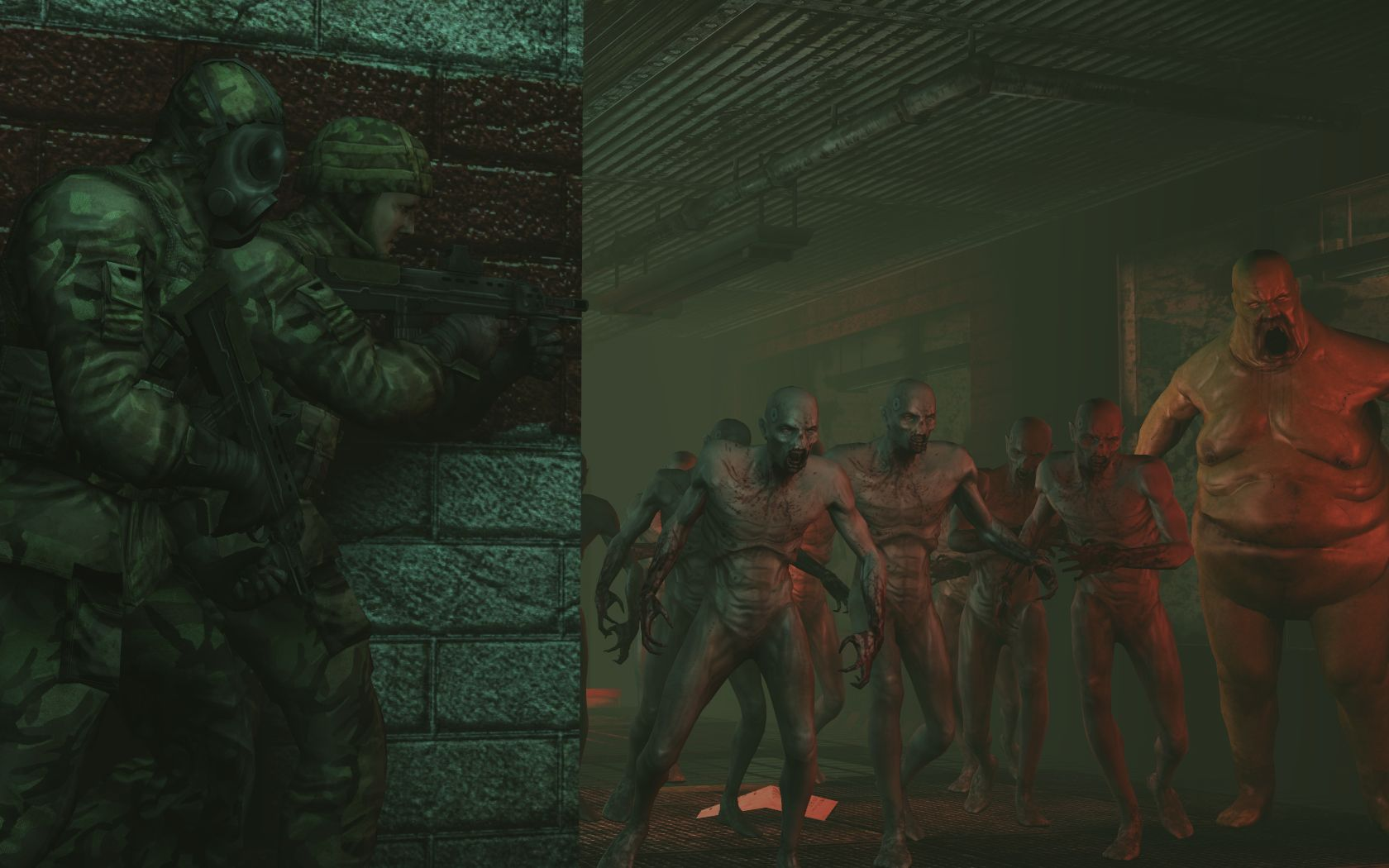
Screenshot aus dem Spiel: zwei Soldaten lauern einer Horde Mutanten in einem unterirdischen Labor auf

In London, England wird eine Einheit der Bereitschaftspolizei zur Zentrale des fiktiven Biotechnologiekonzerns Horzine beordert, vor dem es Augenzeugenberichten zufolge im Rahmen eines Protests mehrerer tausend Zivilisten zu gewalttätigen Ausschreitungen gekommen sein soll. Als die Beamten eintreffen, finden sie den verwüsteten Eingangsbereich menschenleer vor. Sie betreten das Gebäude und nach letzten warnenden Funksprüchen bricht der Kontakt ab. Unter strenger Geheimhaltung wird nun eine militärische Spezialeinheit entsandt, um die Polizisten zu retten und die Situation zu bereinigen.
Horzine führte im Auftrag des britischen Verteidigungsministeriums geheime Genexperimente durch, um besonders starke Soldaten zu erschaffen und zu klonen. Das Forschungsprojekt geriet jedoch außer Kontrolle und die teilweise bewaffneten Mutanten brachen aus. Der Horzine-CEO Kevin Clamely ließ sich aus Verzweiflung um die von ihm erschaffenen Zeds, die er „my children“ (‚meine Kinder‘) nennt, von einem seiner Wissenschaftler in den Patriarchen verwandeln. Als dieser führt er nun den Kampf der Mutanten gegen die verbliebenen Menschen an, der sich inzwischen über ganz England ausgeweitet hat. Letztendlich ergreift er die Flucht nach Paris, Schauplatz des Nachfolgers Killing Floor 2.

## Soundtrack
Der Soundtrack Killing Floor: Collected zur ursprünglichen Mod stammt vom US-amerikanischen Künstler zYnthetic, bürgerlich Dan Nassick. Zusätzlich zu Titeln von zYnthetic enthält der Soundtrack Killing Floor Original Soundtrack zum eigenständigen Spiel auch drei Titel der französischen Post-Metal-Band Dirge. Der Vertrieb des Mod-Soundtracks wurde mit Veröffentlichung des Spiels eingestellt, diverse Titel finden sich jedoch in beiden Veröffentlichungen wieder. Nassick war darüber hinaus auch in das Sounddesign involviert und lieh dem Patriarchen seine Stimme.
| Nr.          | Titel                                       | Autor(en)    | Länge |
| ------------ | ------------------------------------------- | ------------ | ----- |
| 1.           | Outbreak                                    | zYnthetic    | 3:03  |
| 2.           | Peripheral                                  | zYnthetic    | 1:59  |
| 3.           | Sin, Soma, and the Masquerade               | zYnthetic    | 4:23  |
| 4.           | Hunger                                      | zYnthetic    | 1:44  |
| 5.           | Subtle                                      | zYnthetic    | 0:20  |
| 6.           | The Snitches are a Reminder (I had a Heart) | zYnthetic    | 2:07  |
| 7.           | Seep                                        | zYnthetic    | 0:50  |
| 8.           | Restless Dreams                             | zYnthetic    | 1:49  |
| 9.           | Insect Wings                                | zYnthetic    | 3:06  |
| 10.          | Defection                                   | zYnthetic    | 2:32  |
| 11.          | Dereplica                                   | zYnthetic    | 4:42  |
| 12.          | Bled Dry                                    | zYnthetic    | 6:16  |
| 13.          | Spine                                       | zYnthetic    | 6:22  |
| 14.          | Wading through the Bodies                   | zYnthetic    | 2:04  |
| 15.          | Treatments are More Profitable than Cures   | zYnthetic    | 5:31  |
| 16.          | Containment Breach                          | zYnthetic    | 2:26  |
| Gesamtlänge: | Gesamtlänge:                                | Gesamtlänge: | 49:14 |

| Nr. | Titel                                     | Autor(en) | Länge |
| --- | ----------------------------------------- | --------- | ----- |
| 1.  | Disunion                                  | Dirge     | 5:01  |
| 2.  | Outbreak                                  | zYnthetic | 3:06  |
| 3.  | Containment Breach                        | zYnthetic | 2:25  |
| 4.  | Bled Dry                                  | zYnthetic | 6:17  |
| 5.  | Neurotoxin                                | zYnthetic | 1:38  |
| 6.  | Defetctive                                | Dirge     | 4:42  |
| 7.  | Treatments are More Profitable than Cures | zYnthetic | 5:32  |
| 8.  | Pathogen                                  | zYnthetic | 3:46  |
| 9.  | Wading through the Bodies                 | zYnthetic | 2:05  |
| 10. | Witness Prevention                        | zYnthetic | 2:56  |
| 11. | Hunger                                    | zYnthetic | 1:55  |
| 12. | Repulse                                   | Dirge     | 5:40  |
| 13. | Insect                                    | zYnthetic | 2:36  |
| 14. | Defection                                 | zYnthetic | 2:33  |
| 15. | Surface Tension                           | zYnthetic | 2:12  |
| 16. | Abandon All                               | zYnthetic | 4:13  |

## Rezeption

### Pressestimmen
Killing Floor wurde mit „durchschnittlichen Wertungen“ seitens der Spielepresse aufgenommen und erreichte einen Metascore von 72 aus 100 Punkten, basierend auf 30 Kritiken. Gelobt wird darin vor allem der hohe Wiederspielwert im kooperativen Mehrspielermodus, die kostenlosen Erweiterungen und Community-Mods sowie detailreiche Waffenmodelle und -animationen. Kritisiert werden dagegen fehlender Feinschliff von Grafik und Spielmechanik und ein Mangel an Originalität, wobei es häufig mit Valves im Jahr zuvor erschienenen Left 4 Dead verglichen wird.
PC Games hebt die stimmige Atmosphäre und ein motivierendes Klassensystem hervor, bemängelt aber eine zu wenig ausgefeilte künstliche Intelligenz der Gegner sowie zu schnell einsetzende Routine im Spielablauf. Konkurrent Left 4 Dead sei zwar grafisch anspruchsvoller und durch verschiedene Spielmodi abwechslungsreicher, doch entfalte Killing Floor insbesondere „mit fünf oder sechs Spielern [...] seinen ganzen Reiz“ und erhält als „guter, spaßiger Zombie-Koop-Shooter“ 73 von 100 Punkten.

### Absatz
2012 gab der Hersteller bekannt, dass sich Killing Floor über eine Million Mal verkauft habe. 2018 passierten die Verkaufszahlen die Marke von fünf Millionen Exemplaren.
Zusammen mit dem 2016 veröffentlichten Nachfolger Killing Floor 2 und dem 2017 erschienenen Virtual-Reality-Ableger Killing Floor Incursion hat die Killing-Floor-Reihe bis Mai 2019 fast 10 Millionen Exemplare abgesetzt, wurde von 15 Millionen Spielern gespielt und hat über 100 Millionen US-Dollar Umsatz generiert.

## Crossover
Nach Veröffentlichung wurden durch Aktualisierungen diverse Crossovers in das Spiel implementiert. So gibt es Anspielungen auf und Inhalte aus Dwarfs!?, Team Fortress, Portal, Red Orchestra und Alien.

## Ableger

### Killing Floor: Calamity
Mit Killing Floor: Calamity erschien 2013 ein Ableger für die Android-Konsole Ouya. Statt einer Egoperspektive nehmen die Spieler hier eine Top-Down-Perspektive ein. Während der Kern des Spielprinzips dem Original gleicht, ist der Umfang insgesamt deutlich reduziert und die Spielmechaniken auf das Spielen mit einem Gamecontroller abgestimmt.

### Killing Floor: Uncovered
Unter dem Titel Killing Floor: Uncovered veröffentlichte Tripwire Interactive in Zusammenarbeit mit dem Filmkollektiv Type AB im November 2014 einen zwölfminütigen Live-Action-Kurzfilm.

### Killing Floor 2
Tripwire Interactive veröffentlichte im November 2016 den Nachfolger Killing Floor 2 für Windows und PlayStation 4 und Xbox One mit vergleichbarem Spielprinzip. Killing Floor 2 verfügt neben dem kooperativen Spielmodus auch über einen Spieler-gegen-Spieler-Modus, in dem ein oder mehrere Spieler in die Rolle der Zeds schlüpfen und gegen die Überlebenden kämpfen.

### Killing Floor: Incursion
Mit Killing Floor: Incursion erschien am 14. November 2017 ein Ableger für Virtual-Reality-Headsets unter Windows und PlayStation VR. Laut Metacritic wurde Incursion von Kritikern „gemischt oder durchschnittlich“ aufgenommen. IGN lobte Incursion für ein authentisches und immersives Spielerlebnis mit abwechslungsreichen Leveln und Bosskämpfen in einem fünf- bis sechsstündigen Einzelspielererlebnis. Der Titel trete in die Tradition von Half-Life und Dead Rising, insofern als dass der Spieler eingeladen werde, mit herumliegenden Objekten zu experimentieren und in jedem Gegenstand eine potenzielle Nahkampfwaffe mit anderen physischen Eigenschaften zu sehen.